# Comuna Zastavne, Zolociv
Zastavne (în ucraineană Заставне) este o comună în raionul Zolociv, regiunea Liov, Ucraina, formată din satele Rozvoreanî, Vîjneanî și Zastavne (reședința).

## Demografie
Componența lingvistică a comunei Zastavne
     Ucraineană (99,73%)
     Alte limbi (0,27%)
Conform recensământului din 2001, majoritatea populației comunei Zastavne era vorbitoare de ucraineană (99,73%), existând în minoritate și vorbitori de alte limbi.